# Bệnh viện Jamhuriat
Bệnh viện Jamhuriat Afghanistan là một bệnh viện nhà nước ở Kabul, Afghanistan. Bệnh viện này tọa lạc bên trong khu phố giàu có Shahr-e Naw gần Dinh Tổng thống Afghanistan và Nhà thờ Hồi giáo Abdul Rahman. Jamhuriat là tòa nhà 10 tầng với sức chứa 350 bệnh nhân. Đây là công trình do đội ngũ kỹ sư Trung Quốc và những người lao động Afghanistan xây dựng nên vào năm 2004.
Pajhwok Afghan News đưa tin vào năm 2011 rằng Mạng lưới Agha Khan chịu trách nhiệm quản lý bệnh viện này.